# Toxoneura trimacula
Toxoneura trimacula är en tvåvingeart som först beskrevs av Johann Wilhelm Meigen 1826.  Toxoneura trimacula ingår i släktet Toxoneura, och familjen prickflugor. Arten är reproducerande i Sverige.